# Stadhouderskade 115
Het pand Stadhouderskade 115 is een gebouw aan de Stadhouderskade/Singelgracht in De Pijp te Amsterdam-Zuid. Het gebouw is gebouwd in de vorm van een (taart)punt, zoals dat plaatselijk heet. De hoek van de straten Stadhouderskade, Gerard Doustraat en Nicolaas Berghemstraat is geen rechte hoek maar een stompe.
Het pand is gebouwd in de neoclassicistische bouwstijl van de 19e eeuw. De geschiedenis van het gebouw is onduidelijk. Het ontwerp zou van Bastiaan de Greef zijn, maar die was destijds stadsarchitect. Wel bekend is dat vanaf 1881 de Rijkspostspaarbank in het pand gevestigd was, maar die verhuisde ondanks een flinke uitbreiding van het gebouw in 1884 al in 1901 naar het gebouw aan de Van Baerlestraat 27. Het werd vervolgens een gebouw waarin de schutterijen zaten en weer later een politiebureau (1912). Dat politiebureau zat er tot de jaren tachtig in, waarna het enige tijd leegstond. Daarna kwam er een tapijtenwinkel en een elektronicazaak in. In 2015 stond de begane grond het grootste deel van het jaar leeg. De bovenetages zijn echter in gebruik als kantoor.
Oost ·
160 ·
158 ·
157 ·
156 ·
155 ·
151-154 ·
149-150 ·
145-146 ·
142-144 ·
140-141 ·
137-139 ·
135-136 ·
130-134 ·
129 ·
128 ·
125-127 ·
123-124 ·
116-122 ·
115 ·
110-113 ·
100-101 ·
97 ·
95-96 ·
93-94 ·
92 ·
91 ·
89-90 ·
87-88 ·
86 ·
85 ·
84 ·
82-83 ·
78-79 ·
77 ·
Heineken Brouwerij ·
74 ·
72-73 ·
69-70 ·
68 ·
67 ·
65-66 ·
64 ·
62-63 ·
60-60a ·
58-59 ·
56-57 ·
Willemshuis ·
Van Nispenhuis ·
Kapel van Sint Josephs Gezellen-Vereeniging ·
54 ·
52-53 ·
47-49 ·
Carel Willinkplantsoen ·
Polderhuis ·
Ruysdaelkade 2-4 ·
Judith Leysterbrug ·
42 (Rijksmuseum) ·
40-41 ·
31-35 ·
30 ·
29 ·
Park Centraal Amsterdam ·
Stedemaagd (Vondelpark) ·
Byzantium ·
Koepelkerk ·
12 (Marriott) ·
Persilhuis ·
7 ·
5 ·
3 ·
1 ·
West